# Rainald I. (Nevers)
Rainald I. (Renaud I.) (* um 1000; † 29. Mai 1040 bei Seignelay) aus dem Haus Monceaux war ab 1028 Graf von Nevers.

## Leben
Rainald war der Sohn des Grafen Landry von Nevers und der Mathilde von Burgund, einer Tochter des Pfalzgrafen Otto Wilhelm von Burgund. Kurz nach dem 25. Januar 1016 (Gregorianischer Kalender) heiratete er Adele von Frankreich (* wohl 1003; † 5. Juni nach 1063), die älteste Tochter des französischen Königs Robert II., welcher die Grafschaft Auxerre als Mitgift in die Ehe gegeben wurde.
Rainald wurde in einem Kampf gegen Herzog Robert I. von Burgund getötet und in der Abtei Saint-Germain in Auxerre bestattet.
Die Kinder von Rainald und Adele waren:
- Wilhelm I. († 20. Juni 1098[4]), 1040 Graf von Nevers und Auxerre, 1065 Graf von Tonnerre, ⚭ I um 1039 Gräfin Ermengarde von Tonnerre, † vor 1090, Tochter des Grafen Rainard I.; ⚭ II vor 1085 Mathilde
- Heinrich, 1056–1060/96 bezeugt
- Guido, 1056–1060 bezeugt, 1067/81 bezeugt, 1081 geistlich
- Robert, genannt burgundius (le Bourguignon) († nach 1098 auf einem Kreuzzug), nach 1053–1067 Herr von Craon, 1068 Herr von Sablé,
- ? Aélis; ⚭ Geoffroy II., Herr von Semur-en-Brionnais, † in Cluny wohl 1070/80